# Герб Вільчі
Герб Вільчі затверджений рішенням Вільчанської селищної ради VI скликання від 20 листопада 2014 року.

## Опис герба
Щит перетятий. В першому лазуровому полі з золотого гнізда злітає золотий лелека, супроводжуваний по сторонам шістьма золотими восьмипроменевими зірками, по три у стовп з кожного боку. У другому золотому полі червоне сонце з золотим дзвоном, обрамованим атомними орбітами. Щит вписаний у золотий декоративний картуш і увінчаний золотою сільською короною.

## Значення символів
Лелека — символ дому. Сонце з елементами атомної структури та дзвоном символізує одну із сумних сторінок історії селища, коли після вибуху на Чорнобильській АЕС селище повністю переселили на нове місце проживання до Харківської області.